# 莎拉·布萊曼
莎拉·布萊曼（Sarah Brightman，1960年8月14日—）是英國跨界音乐女高音歌手和演員。她在迪斯可初試啼聲，再因為演繹安德魯·洛伊·韋伯的音樂劇而聞名於世。最初她飾演《貓》劇中的小貓傑米瑪，引起了韋伯的注意。創作《歌劇魅影》時，女主角克莉絲汀的音樂就是根據她的音域而作。結果，莎拉布萊曼和飾演魅影的迈克尔·克劳福德皆一砲而紅。後來莎拉也演唱許多韋伯的歌曲，並收錄到專輯裡。她还在1992年巴塞罗那奥运会上与何塞·卡雷拉斯演唱了《永远的朋友》一曲，并与中国歌手刘欢同唱2008年北京奥运会主题歌《我和你》，与席琳·狄翁同为演唱过两届夏季奥运会主题曲的歌手。
她的嗓音嘹亮，被誉为天籁之声，著名的曲目〈告別的時刻〉 、〈The Phantom of the Opera〉（《歌劇魅影》的主題曲）。莎拉也演唱過許多原劇中應是男角唱的歌曲，包括歌劇《杜蘭朵公主》中的〈公主徹夜未眠〉、音樂劇《歌劇魅影》中的〈The Music of the Night〉等。
莎拉·布萊曼和意大利男高音安德烈·波伽利，新西兰女高音海莉·薇思特拉等同属古典跨界音乐歌唱家。

## 音乐生涯
莎拉·布莱曼有着不同寻常的音乐生涯。1960年8月14日，她出生于英国，从小她就目标明确地要成为一名艺术家。她3岁开始学习芭蕾舞并在当地的节日庆典中登台表演。11岁时，布莱曼进入艺术学校学习爵士舞和表演，期间，有一次她由于被其他学生嘲笑而逃学，但她最后还是回到了学校。
不过，到那个时候为止，所有人，包括她自己在内，都坚信她将成为一名职业舞蹈家。她的母亲保拉至今记得：『12岁那年，莎拉在学校的期末汇演上穿着吊带裙，演唱了《爱丽丝漫游仙境》中的一首歌曲。我从来不知道她能唱得那么好，当她唱到高音的时候，所有人都为之倾倒。我相信，就从那一刻开始，她就与歌唱不可分离了。』
仅仅一年之后，学校将小莎拉送去参加著名导演约翰·施莱辛格的新作、音乐剧《我和阿尔伯特》的选角，并获得了其中的两个角色。这次小小的成功不仅仅使得莎拉以13岁的年纪首次登上了皮卡迪利剧院的舞台，更激发了她对于舞台艺术长达一生的渴望。
后来，她参加了皇家芭蕾舞学院的面试但却被淘汰。1976年，在布莱曼16岁时，她加入了当时著名的BBC节目Pan's People作为舞蹈演员之一。一年后，她离开并加入另外一个组合Hot Gossip，18岁有了第一首全英畅销单曲《I Lose My Heart to a Starship Trooper》，销量超过了50万并在全英单曲榜中名列第六。后来，布莱曼作为Hot Gossip的主唱又出版了多张单曲，但都未能进入全英单曲榜。

### 1981——1989：舞台剧时期
1981年，布莱曼参加的当时音乐剧《猫》的面试，结果刚刚开口唱了两句就被打断了。有人通知她：该剧作曲安德鲁·洛伊·韦伯请她第二天到家里去面谈。21岁的布莱曼自然知道这次会面对自己的重要性。为了显示自己符合剧组招聘要求中“与众不同”的要求，她把自己精心打扮了一番，从上到下一身碧绿，还弄了个蓝色的莫希干头，就这样出现在韦伯面前，演唱了韦伯在1976年的作品《阿根廷别为我哭泣》。几个月之后，她获得了杰米玛这一角色。
在《猫》剧组待了一年之后，布莱曼转到查尔斯·施特劳斯的儿童剧《夜莺》中担任主角。有一天晚上，韦伯决定去看一看她在剧中备受好评的表演，结果大吃一惊：这样一副上天赐予的好嗓音，自己竟然白白让她在自己的剧组里耗了一年！
这个夜晚改变了韦伯和布莱曼日后的事业和生活。他们到那一刻为止仍然保持的工作关系在那之后发生了变化。然而，虽然郎情妾意，两个人首先要解决的是各自的婚姻——韦伯已有妻室；而布莱曼的丈夫，则是她在Hot Gossip时结识的一位摇滚乐队经理人。一时间，他们的关系几乎成为英国报纸津津乐道的新闻，受到的关注仅次于查尔斯王子与戴安娜小姐的联姻。就在举国上下的沸沸扬扬之中，1984年，这一对有情人终于结为眷属，这也将布莱曼的演唱事业一步步带向巅峰。此后，布莱曼在多部韦伯的音乐剧中担任主演，包括《歌与舞》（Song and Dance）和安魂曲（Requiem），后者是韦伯专门为其声音创作的，布莱曼凭借此作品得到了她第一个格莱美奖提名。
布莱曼随后在韦伯的《歌剧魅影》中扮演克莉丝汀，这一角色是韦伯为她量身定制的，并坚持由布莱曼出演，后来当该剧登陆美国百老汇演出时，美国方面以知名度为由要求替换布莱曼，韦伯为了让布莱曼继续出演，甚至威胁停止上演该剧，最终，两方达成了妥协。
离开《歌剧魅影》后，布莱曼参与了在英国、加拿大和美国的韦伯作品巡演，并在苏联上演了安魂曲。同时，她也出版了录音室专辑，包括韦伯的音乐剧《爱的观点》（Aspects of Love）的单曲《Anything but Lonely》和两张个人专辑：1988年的《The Tree They Grow So High》与1989年的音乐剧歌曲集《The Songs that Got Away》。
1990年，布莱曼与韦伯离婚。但离婚后，布莱曼仍然在韦伯的音乐剧《爱的观点》的百老汇卡司中担任女主角。

### 1990年代：个人音乐风格时期
离开音乐剧舞台后，布莱曼在洛杉矶开始其个人事业的追求。1992年，她与卡雷拉斯（José Carreras）演唱了巴塞罗纳奥运会主题曲《永远的朋友》（Friends for Life），这首歌曲也是由韦伯创作的。听过了德国组合Enigma的专辑后，布莱曼希望能与之合作。她的请求在1991年获得了肯定的答复。她来到德国并见到了制作人Frank Peterson。他们合作的第一张专辑是《Dive》，一张以「水」为主题的流行专辑，该张专辑除了在加拿大获得成功外，反响平平。
1995年的摇滚专辑《Fly》， 是他们合作的第二张专辑，当中的主打歌曲〈A Question of Honour〉提高了布莱曼在欧洲的知名度。〈Time to Say Goodbye〉是为德国拳击明星亨利·马斯克（Henry Maske）告别赛创作的曲目，由布莱曼与男高音安德烈·波切利（Andrea Bocelli）演唱 ，这首单曲仅在德国的销量就突破了300万，成为了德国史上最畅销的单曲，同时，在许多国家也取得了成功。因此，1996年《Fly》再版时，加入了〈Time to Say Goodbye〉作为第一首曲目。
1997年出版的专辑《Timeless》（美国版为《Time to Say Goodbye》），收录了〈Time to Say Goodbye〉和其他古典风格的曲目，并翻唱了如〈Who Wants to Live Forever〉与〈Tu Quieres Volver〉等经典歌曲。由此张专辑，布莱曼在美国的知名度逐渐提升。
1997年，布莱曼在伦敦的皇家艾伯特音乐厅举办了个人音乐会《In Concert》，嘉宾包括安德鲁·洛伊·韦伯和安德烈·波切利。

### 2000——2003：主流音乐领域的成功
后期的专辑，包括《Eden》和《La Luna》，与《Time to Say Goodbye》的风格有明显差异，越来越多地融入了流行元素。其中，《Eden》在美国公告牌二百强专辑榜的榜单中最高排名65，《La Luna》最高排名17。此外，这两张专辑都登上了Billboard跨界榜单的榜首。
2001年，布莱曼出版了古典风格的精选专辑《Classics》。 布莱曼2003年出版的专辑《Harem》拓宽新的音乐领域：舞曲风格的中东音乐。这张专辑在公告牌二百强专辑榜榜单中最高排名29，跨界榜单第一名。 在出版专辑后不久，布莱曼也展开了全球巡演。她的演唱会以惊艳的舞台效果令观众赞叹。在2000和2001两年中，布莱曼一直跻身于美国最有影响的英国音乐人的行列。专辑《La Luna》在美国的巡回演出票房达到了1220万美元。
2004年的《Harem》演唱会，其全球票房达到了6000万美元，其中在北美地区取得了1500万美元。

### 2006年至今

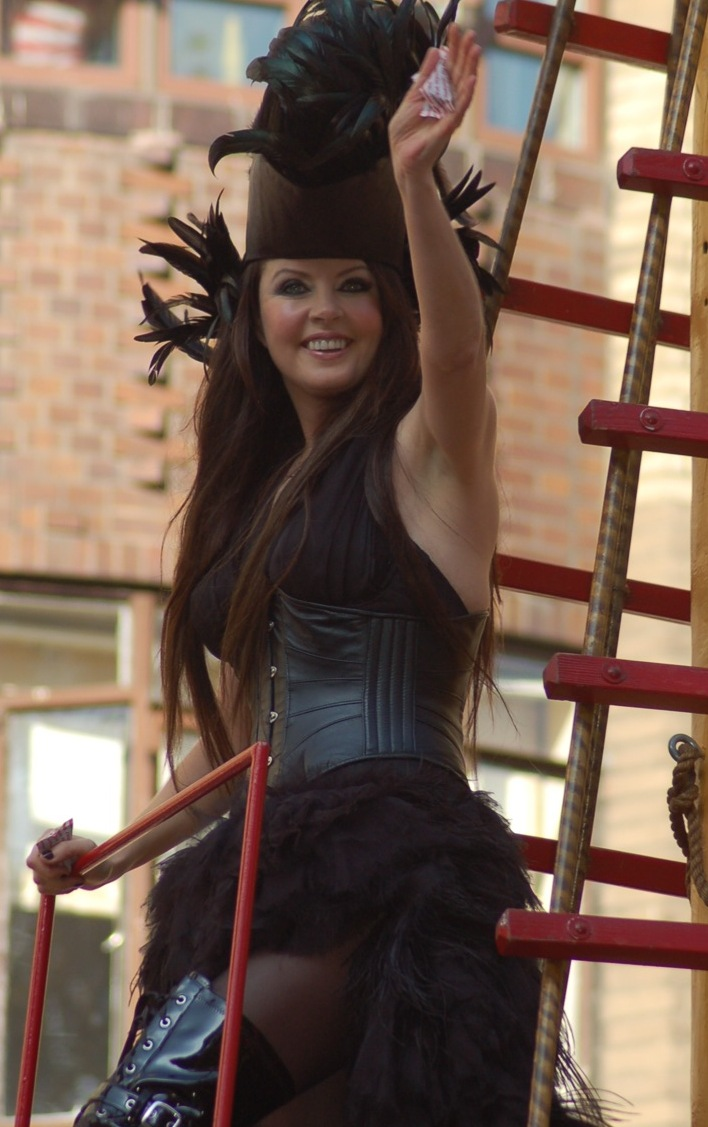
莎拉·布萊曼

2006年，布莱曼出版了她出道以来第一张MV合集《Diva: The Video Collection》。同时，一张收录她畅销单曲的精选集《Diva: The Singles Collection》也一起面世，并再次登上了美国Billboard跨界榜单的榜首。
2007年7月，布莱曼参加了《纪念戴安娜王妃逝世十周年音乐会》的演出，全英国有超过1500万观众通过转播观看了这场演出。同月，她来到中国上海参加了Live Earth的演唱会。8月，布莱曼又在在日本大阪的世界田径锦标赛开幕式上演唱了《Running》。
2008年1月，布莱曼发行了她五年来的第一张专辑——略带哥特风格的《Symphony》，也创造了布莱曼发行专辑在公告牌二百强专辑榜榜单中的最高名次——第13位，其同名巡演也已在2008年11月于墨西哥展开，此次巡演在北美地区的总票房超过了1000万美元，成为了2008年度北美地区最成功的巡演之一，Symphony巡演在2009年2月至4月转赴东亚地区，中国大陆的巡演城市包括北京、南京、上海和广州，香港与台北也是此次的巡演城市。2008年，她还在由同名的摇滚音乐剧改编的电影《Repo! The Genetic Opera》出演了角色Blind Mag。 2008年8月8日，布莱曼与中国歌手刘欢在北京奥运会开幕式上以英文和中文共同演唱了本届奥运会主题曲《我和你》(You and Me)。11月4日，布莱曼发行了她首张圣诞专辑《A Winter Symphony》。
2009年1月，布莱曼又被任命为2010年上海世博会EXPO在英国的宣传大使。7月，在日本富士电视台建台50周年的特别制作——电影《Amalfi: Megami no Houshuu》（阿瑪菲 女神的報酬）中，布莱曼出演了她自己的同名角色。同时，日本也发行了一张布莱曼的精选集——《Amalfi - Sarah Brightman Love Songs》。
同年9月，在拉美展开In Concert巡演。最后一场在墨西哥玛雅金字塔举办。
2009年11月，布莱曼首次以全日语演唱了日本NHK电视台历史剧《坂の上の雲》的主题曲"Stand Alone〉，该剧原声配乐由日本著名音乐家久石让作曲。
2010年在亚洲展开新一轮带有管弦乐队的巡演。
2010年9月15日在节目《美国达人》（America's Got Talent）总决赛中与参赛选手Jackie Evancho合唱《告别时刻》（Time to Say Goodbye）。
2013年1月在日本率先发行大碟(Dream chaser) 此专辑登上Billboard 古典榜冠军及Billboard 200第17位。
2013年4月参加北京电影节闭幕式。
2013年6月16日从广州开始展开新一轮 DreamChaser 巡演，于12月初结束，横跨3大洲，超过60场。
2014年1月来中国开始新的小巡演
2017年11月前往中華民國台南市開唱。
2021年12月展開《莎拉布萊曼聖誕派對演唱會》世界巡演，在英國、美國演出，並於2022年11月展開亞洲巡演，到新加坡、首爾、東京、台北、台中、高雄、屏東演出。
2025年3月， 莎拉·布莱曼來到中國表演音樂劇《日落大道》，這也是莎拉·布莱曼時隔30多年以來首次重返音乐剧舞台。

## 作品

### 音乐剧
- 猫（Cats） - (1981)
- 夜莺（Nightingale - Original London Cast）(1983)
- 歌声舞影（Song and Dance） - Sarah Brightman & Wayne Sleep (1984出版，2007再版)
- 安魂曲（Andrew Lloyd Webber's Requiem） - 多明戈，布萊曼，英国室内乐团，马泽尔 (1985)
- 歌剧魅影（The Phantom of the Opera - Original London Cast） (1986)
- 旋转木马（Carousel - Studio Cast） (1987)

### 影视原声
- 〈The World is Full of Married Men〉（演唱'Madame Hyde'）
- 〈Granpa〉（动画电影）（演唱'Make Believe'）
- 〈Repo! The Genetic Opera!"(2008)
- 《坂上之雲》中的主题曲"Stand Alone〉（2009）

### 专辑
- 《天籁森林》 （The Trees They Grow So High，又称Early One Morning） (1988第一版，1998再版)
- 《逝去的歌声》（The Songs That Got Away） (1989)
- 《走过岁月》（As I Came of Age） (1990)
- 《韦伯之歌》（Sings the Music of Andrew Lloyd Webber） (1992)
- 《水》（Dive） (1993)
- 《臣服》（Surrender） (1995)
- 《飞》（Fly） (1995)
- 《永志不渝》（Time To Say Goodbye/Timeless） (1997)
- 《重回失乐园》（Eden） (1998)
- 《月光女神》（La Luna） (2000)
- 《一千零一夜》（Harem） (2003)
- 《真爱传奇》（Symphony） (2008)
- 《真爱永恒——冬之歌》 （A Winter Symphony） (2008)
- 《星夢傳奇》 （Dreamchaser） (2013)
- 《讚美詩》 （HYMN） (2018)

### 精选集与现场音乐会
- The Andrew Lloyd Webber Collection (1997)
- FlyⅡ （限量发售） (2000)
- The Very Best of 1990-2000 (2001)
- 《金选》(Classics) (2001)
- 《喝彩》(Encore) (2002)
- The Harem Tour CD （限量发售） (2003)
- The Harem World Tour: Live From Las Vegas (2004)
- 《爱改变一切》(Love Changes Everything: The Andrew Lloyd Webber CollectionⅡ)(2005)
- Classics: The Best of Sarah Brightman （只发行于欧洲） (2006)
- Diva: The Singles Collection （全球发售，除欧洲外） (2006.10.3)
- Symphony: Live In Vienna (2008) （限量发售）
- Amalfi—Sarah Brightman Love Songs (2009)（只发行于日本）
- Bella Voce (2009)
- Gala The Collection (2016)（日本限定）

### 单曲
- 〈I Lost My Heart to a Starship Trooper〉（1978）
- 〈The Adventures of a Love Crusader〉（1979）
- 〈Love in a UFO〉（1979）
- 〈My Boyfriend's Back〉（1981）
- 〈Not Having That!〉（1981）
- 〈Him〉（1983）
- 〈Rhythm of the Rain〉（1983）
- 〈Unexpected Song〉（1984）
- 〈All I Ask of You 〉（与克里夫·理查德）（1986）
- 〈Doretta's Dream" （电影《窗外有藍天》主题曲）（1987）
- 〈Anything But Lonely〉（1990）
- 〈Something to Believe In〉（1990）
- 〈Amigos Para Siempre〉（1992）
- 〈Captain Nemo〉（1993）
- 〈The Second Element〉（1993）
- 〈A Question of Honour〉（1995）
- 〈How Can Heaven Love Me〉（与 Chris Thompson）（1995）
- 〈Heaven Is Here〉（1995）
- 《告别的时刻》（"Time to Say Goodbye"） (与安德烈·波伽利）（1996）
- 〈Just Show Me How to Love You〉（1997）
- 〈Who Wants to Live Forever〉（1997）
- 〈Tu Quieres Volver〉（1997）
- 〈There for Me〉（1998）
- 〈Eden〉（1998）
- 〈Deliver Me〉（1999）
- 〈So Many Things〉（1999）
- 〈The Last Words You Said〉（主唱理查·马克斯）（1999）
- 《斯卡布罗集市》（"Scarborough Fair"）（2000）
- 《苍白的浅影》（"A Whiter Shade of Pale"）（2001）
- 〈Harem〉（2003）
- 《美好的一天》（"It's a Beautiful Day"）（2003）
- 〈What You Never Know〉（2003）
- 〈Free〉（2004）
- 〈Snow on the Sahara〉（2004）
- 〈I Will Be with You （Where the Lost Ones Go）〉（与 Chris Thompson）（2007）
- 〈Running〉（2007）
- 〈Pasión〉（与 Fernando Lima）（2007）
- 〈I Believe in Father Christmas〉（2008）
- 〈Shall Be Done〉（2009）（暂未收录於任何CD中）
- 〈Angel〉（2012） （Dreamchaser）
- 〈Love and deepspace〉(2024) （遊戲《戀與深空》主題曲）

### 現場演唱会
- In Concert (1997)
- A Gala Christmas in Vienna (1998)
- One Night In Eden (1999)
- La Luna: Live In Concert (2001)
- Classics: The Best of Sarah Brightman (2002) (限量发售)
- Harem: A Desert Fantasy... (2004)
- The Harem World Tour: Live From Las Vegas (2004)
- Diva: The Video Collection (2006)
- Symphony: Live in Vienna(2008) (限量发售)
- Symphony: Live in Vienna(2009)
- Dream Chaser Live in Concert PBS (2013)
- Hymn Live in Concert (2018)

## 专辑中的合作艺人
Andrea Bocelli
- 〈Time To Say Goodbye〉（Time To Say Goodbye/Timeless 1997)
- 〈Canto Della Terra〉（Symphony 2008)

José Cura
- 〈Just Show Me How To Love You〉（Time To Say Goodbye/Timeless 1997)
- 〈There For Me〉（Time To Say Goodbye/Timeless 1997)

Cliff Richard
- 〈All I Ask Of You〉（The Andrew Lloyd Webber Collection 1997)
- 〈Only You〉（Love Changes Everything 2005)

Michael Crawford
- 〈The Phantom Of The Opera〉（The Andrew Lloyd Webber Collection 1997)

José Carreras
- 〈Amigos Para Siempre"(Friends For Life)

Fernando Lima
- 〈Pasión〉（Symphony 2008)
- 〈Ave Maria〉（A Winter Symphony 2008)

Alessandro Safina
- 〈Sarai Qui〉（Symphony 2008)

Paul Stanley
- 〈I Will Be With You〉（Symphony 2008)

Steve Harley
- 〈The Phantom Of The Opera〉（Love Changes Everything 2005)

约翰·巴洛曼
- 〈Too Much In Love To Care〉（Love Changes Everything 2005)

Steve Barton
- 〈Think Of Me〉（Love Changes Everything 2005)

Michael Ball
- 〈Seeing Is Believing〉（Love Changes Everything 2005)

Chris Thompson
- 〈How Can Heaven Love Me〉（Fly 1996)
- 〈I Will Be With You〉（Single CD 2007)

Tom Jones
- 〈Something In The Air〉（Fly 1996)

Sir John Gielgud
- 〈Gus: The Theatre Cat〉（The Andrew Lloyd Webber Collection 1997)

Paul Miles-kingston
- 〈Pie Jesu〉（The Andrew Lloyd Webber Collection 1997)

Richard Marx
- 〈The Last Words You Said〉（Eden 1998)

Kadim Al Sahir
- 〈The War Is Over〉（Harem 2003)

Mario Frangoulis
- 〈Carpe Diem〉（A Winter Symphony 2008)

Anne Murray
- 〈Snowbird〉（ Anne Murray's "Duets: Friends & Legends" 2007)

Gregorian合唱团
- "Don't Give Up〉（2000）Gregorian "Masters of Chant"
- "Moment Of Peace〉（2001）Gregorian "Masters of Chant Chapter II"
- "Join Me〉（2002）Gregorian "Masters of Chant Chapter III"
- "Join Me (Schill Out-Version)〉（2002）Gregorian "Masters of Chant Chapter III"
- "Voyage, voyage〉（2002）Gregorian "Masters of Chant Chapter III"
- "Heroes〉（2006）Gregorian "Masters of Chant Chapter V"
- "Send Me An Angel〉（2006）Gregorian "Masters of Chant Chapter V"
- "When A Child Is Born〉（2006）Gregorian "Christmas Chants"
- "Moment Of Peace (Christmas Version)〉（2008）"Gregorian Christmas Chants & Visions"
- "Vide Cor Meum〉（2009）"Symphony Live in Vienna CD&DVD"

Schiller
- "I've Seen It All" Schiller: Leben CD (2003), Schiller: Live CD (2004) or The Harem Tour CD (2004)
- "The Smile〉（2003）Schiller: Leben CD or The Harem Tour CD (2004)

Sash!
- "The Secret Still Remain or The Secret〉（2002）Sash! S4 or The Harem Tour CD (2004)
- "The Secret, 2007" new edition (2007) Sash! 10th Anniversary

刘欢
- 《我和你》（"You and Me"）(2008)，2008年北京奥运会主题曲

## 舞台经历

### 音乐剧
- I and Albert，扮演Vicky和街头流浪者，1973年伦敦Picadilly Theatre
- 猫（Cats），扮演杰米玛（Jemima），1981年New London Theatre
- The Pirates of Penzance，扮演凯特（Kate），1982年
- Masquerade，扮演Tara Treetops，1982年
- 夜莺（Nightingale），扮演夜莺（Nightingale），1982年哈默史密斯Buxton Festival and the Lyric
- 歌声舞影（Song and Dance），扮演Emma，1984年4月28日伦敦Palace Theatre
- 安魂曲（Requiem），扮演自己，1985年纽约和伦敦
- The Merry Widow，扮演Valencienne，1985年
- 歌剧魅影（The Phantom of the Opera），扮演克里斯汀·戴伊（Christine Daaé），1986年Her Majesty's Theatre London，1988年百老汇
- Aspects of Love，扮演Rose Vibert，1990年
- 日落大道（Sunset Boulevard），飾演諾瑪·戴斯蒙（Norma Desmond）

### 戏剧
- Trelawny of the Wells，扮演Rose Trelawney，1992年
- Relative Values，扮演Miranda Frayle，1993年Chichester Festival and Savoy Theatre
- Dangerous Obsession，扮演Sally Driscoll，1994年貝辛斯托克Haymarket Theatre
- The Innocents，扮演Miss Giddens，1995年貝辛斯托克Haymarket Theatre

## 参演电影
- Granpa，1989年动画儿童电影，演唱了片尾曲《Make Believe》
- Zeit Der Erkenntnis，扮演自己，2000年德国故事片
- Repo! The Genetic Opera，扮演Blind Mag，2008年故事片
- Amalfi（阿馬爾菲 女神的報酬），扮演自己，2009年日本故事片
- Così，扮演Celia，2010年喜剧片

## 巡回演出
- 〈Timeless〉（仅限欧洲），1997年
- 〈One Night In Eden〉，1999年
- 〈La Luna World Tour〉，2000年－2001年
- 〈Harem World Tour〉，2004年
- 〈Symphony World Tour〉（仅限北美洲和亚洲）2008－2009年
- 〈Sarah Brightman in Concert〉（仅限拉丁美洲），2009年
- （Sarah Brightman in Concert 2).   (日本，韩国，澳门）2010年
- (Dream Chaser World Tour).   (亚洲，北美洲，南美洲，歐洲）2013-2014年
- 台灣台南演出2017年3月11日
- A Christmas Symphony

## 外部連結
- 官方網站 （页面存档备份，存于）
- 古典跨界音乐歌唱家 （页面存档备份，存于）
- Sarah Brightman在互联网电影资料库（IMDb）上的資料（英文）
- 互聯網百老匯資料庫（IBDB）上Sarah Brightman的資料（英文）
- 莎拉·布萊曼的MySpace主頁